# Adolphe-Philippe Caron
Pour les articles homonymes, voir Caron.
Joseph-Philippe-René-Adolphe Caron (24 décembre 1843 - 20 avril 1908), est un avocat et un homme politique canadien.

## Biographie
Né à Québec, fils du juriste et homme politique René-Édouard Caron, il est surtout connu pour le rôle qu'il a joué dans la rébellion du Nord-Ouest en 1885 en tant que ministre de la milice et de la défense du Canada sous le gouvernement de Sir John A. Macdonald.
Conservateur, Caron fut élu à six reprises à la Chambre des communes du Canada, d'abord lors d'une élection partielle en 1873 pour le district électoral de Québec, puis de nouveau en 1878, 1880, 1882 et 1887. En 1891, il est élu représentant du district de Rimouski, et en 1896 de Trois-Rivières-et-Saint-Maurice.
De 1892 à 1896, il officie comme Postier général du Canada.
Il meurt à Montréal à l'âge de 64 ans.
Un fonds d'archives de René-Adolphe Caron est conservé au centre d'archives de Québec de Bibliothèque et Archives nationales du Québec. Il y a aussi un fonds Adolphe-Philippe Caron à Bibliothèque et Archives Canada.